# Google Desktop
Google Desktop va ser una aplicació de cerca a d'escriptori que permetia trobar text en missatges de correu electrònic, als fitxers de l'equip, als xats i a les pàgines web visitades. Tanmateix, Google Desktop es va suspendre oficialment el 14 de setembre de 2011.

## Característiques
En habilitar l'equip per a la cerca, el programa permetia accedir fàcilment a la informació i així no calia organitzar manualment fitxers, missatges,etc.. També hi havia una versió administrada centralment, que integrava l'experiència de l'usuari amb el dispositiu del proveïdor.
Després de descarregar Google Desktop, l'aplicació creava un índex de tot el contingut que admetia cerques i l'emmagatzemava a l'equip per permetre trobar la informació amb la mateixa facilitat amb què es realitza una cerca a Internet mitjançant Google. A diferència del programari de cerca tradicional que s'actualitzava diàriament, aquesta aplicació actualitzava contínuament la major part dels fitxers. D'aquesta manera, per exemple, es podia cercar un missatge nou a l'Outlook al cap de pocs segons d'haver-lo rebut.
Google Desktop també presentava noves maneres d'accedir a la informació: organitzava els resultats de les cerques de missatges en converses, de manera que tots els missatges del mateix subprocés s'agrupessin en un sol resultat, i guardava còpies en memòria cau de tota la informació perquè es pogués visualitzar antigues versions de documents i pàgines web encara que no s'estigués connectat a Internet.

## Aplicacions
Google Desktop es va desenvolupar originalment per portar la tecnologia de cerca de Google a lescriptori. Google Desktop va rebre molta atenció perquè podeu permetre l'enginyeria inversa de l'algorisme de cerca patentat de Google.
Google Desktop era compatible amb Microsoft Windows (Windows XP Windows 2000 Service Pack 3) i Windows Vista, GNU-Linux i Mac. Per instal·lar l'aplicació en un ordinador era necessari tenir privilegis d'administrador (els usuaris particulars no tindrien aquest problema). Requeria 500 MB d'espai lliure a la unitat de disc dur i es recomanava un mínim de 256 MB de memòria RAM i un processador Pentium a 400 MHz .

### Microsoft Windows
- La primera versió de Google Desktop Search es va llançar com a versió beta el 14 d'octubre de 2004.[3]
- La versió 2 es va llançar com a versió beta el 22 d'agost del 2005. La nova característica que distingeix Desktop 2 de Desktop és l'addició de la barra lateral, un panell que mostra informació personalitzada, que es pot col·locar a banda i banda de l'escriptori de Windows i pot mostrar notícies, correus electrònics, fotos, accions i notícies a temps real. clima, entre d'altres. La barra lateral inclou un quadre de cerca que podeu cercar només a PC oa altres tipus de cerca de Google (com ara Web, Imatges, Notícies, Grups). Google Desktop 2 va passar de la versió beta el 3 de novembre del 2005. Les funcions noves inclouen un complement de barra lateral per a Google Maps i més suport per a desenvolupadors de complements.[4]
- Google Desktop 3 Beta es va llançar el 9 de febrer del 2006. Inclou suport per cercar a diversos ordinadors en una xarxa.[5] Google Desktop 3 va sortir de la versió beta el 14 de març del 2006. Destaca en aquesta versió el quadre de cerca ràpida, que apareix a qualsevol part de l'escriptori després de prémer "control" dues vegades.[6]
- Google Desktop 4 Beta es va llançar el 10 de maig del 2006. Compte amb Google Gadgets, mòduls que poden oferir una varietat d'informació. També presenta una opció per eliminar automàticament fitxers eliminats dels resultats de cerca.[7] Google Desktop 4 va sortir de la versió beta el 27 de juny del 2006.
- Google Desktop v4.5 es va llançar el 14 de novembre de 2006 i va afegir una estètica de transparència a la barra lateral i als gadgets "flotants". La interfície gràfica de la barra lateral també es va millorar amb icones més estilitzades per a notícies, accions, clima, fotografies, etc. La versió 4.5 també va afegir suport per a Windows Vista.
- Google Desktop 5 Beta es va llançar el 6 de març del 2007.
- Google Desktop v 5.1 (la primera versió Beta posterior a Desktop 5) estarà disponible per a baixar el 27 d'abril de 2007.[8]
- Google Desktop v 5.5 es va llançar el 2 d'octubre del 2007.[8]
- Google Desktop v 5.5 (5.7.0802.22438) es va llançar el 29 de febrer de 2008.[8]
- Google Desktop v 5.5 (5.8.0806.18441) es va llançar l'1 de juliol de 2008.[8]
- Google Desktop v 5.8 (5.8.0809.08522) es va llançar l'11 de setembre del 2008.[8]
- Google Desktop v 5.8 (5.8.0809.23506) es va llançar el 5 d'octubre del 2008.[8]
- Google Desktop v 5.9 (5.9.0906.04286) es va llançar el 8 de juliol de 2009. Va afegir suport per al navegador Chrome i és la darrera versió esmentada a les notes de la versió.[8]
- Google Desktop v 5.9.0909.02235 va afegir suport per a les funcions de navegació privada de Firefox 3 i Internet Explorer 8.[9]
- Google Desktop v 5.9.0909.30391.
- Google Desktop v 5.9.0911.03589.
- Google Desktop v 5.9.1005.12335 es va llançar el maig del 2010.
- Google Desktop es va suspendre per complet el 14 de setembre de 2011.[10]

### Mac OS
- L'abril de 2007, Google va llançar Desktop 1.0 per a Mac OS X, que pot funcionar juntament amb l'eina de cerca Spotlight a Mac OS X v10.4.[11]
- El 29 de novembre de 2007, Google va llançar Desktop v1.4.0.826 beta per a Mac OS X,[12] que es connecta al suport de Dashboard for Gadgets.
- La versió 1.6 de la versió per a Mac de Google Desktop no funciona amb Mac OS X Snow Leopard.

### Linux
- Google va llançar Desktop 1.0 per a Linux el 27 de juny de 2007.[13] Actualment inclou la funcionalitat bàsica de la versió de Windows i la funcionalitat de la barra lateral.
- Google va afegir suport de 64 bits a Google Desktop per a Linux amb la versió 1.1.1.0075, que va estar disponible per a la seva baixada el 18 de desembre de 2007.[14]
- La versió 1.2.0.0088 de Google Desktop per a Linux es va publicar l'11 d'abril de 2008.[14]

## Formats admesos
Google Desktop permetia fer cerques a:
- Missatges d'Outlook
- Outlook Express
- Netscape Mail / Thunderbird
- Netscape / Firefox / Mozilla
- Microsoft Word
- Microsoft Excel
- Microsoft Powerpoint
- PDF
- Música
- Imatges
- Vídeo
- Internet Explorer
- AOL Instant Messenger

## Disponibilitat
El programari va estar disponible en els següents idiomes:
- anglès
- espanyol
- portuguès
- neerlandès
- francès
- alemany
- italià
- japonès
- coreà
- xinès (simplificat)
- xinès (tradicional)